# Mihályfa
Mihályfa è un comune dell'Ungheria di 415 abitanti (dati 2001). È situato nella contea di Zala.